# 13704 Aletesi
13704 Aletesi (1998 PA1) là một tiểu hành tinh vành đai chính được phát hiện ngày 13 tháng 8 năm 1998 bởi L. Tesi ở San Marcello Pistoiese.